# Eukiefferiella tamaflavus
Eukiefferiella tamaflavus är en tvåvingeart som beskrevs av Sasa 1981. Eukiefferiella tamaflavus ingår i släktet Eukiefferiella och familjen fjädermyggor. Inga underarter finns listade i Catalogue of Life.